# Чемпионат мира по баскетболу 2019. Группа A
В этой статье представлено положение команд и результаты матчей в группе A предварительного этапа чемпионата мира по баскетболу 2019. Состав группы был определён во время жеребьёвки 16 марта 2019 года в Центре культуры Шэньчжэня, Китай. В группе участвуют Венесуэла, Китай, Кот-д’Ивуар, и Польша. Команды сыграют друг с другом в один круг. Матчи пройдут с 31 августа по 4 сентября 2019 года в «Леспортс-центр» в Пекине. Две лучшие команды выходят в групповой этап, две худшие - в квалификационный этап.

## Команды
| Команда     | Квалификация                   | Квалификация    | Участие   | Участие | Участие | Лучший результат  |
| Команда     | Способ                         | Дата            | Последнее | Всего   | Подряд  | Лучший результат  |
| ----------- | ------------------------------ | --------------- | --------- | ------- | ------- | ----------------- |
| Кот-д’Ивуар | Лучшая среди 3-х команд Африки | 24 февраля 2019 | 2010      | 4       | 2       | 13-е (1982)       |
| Польша      | 3-е место в группе J Европы    | 22 февраля 2019 | 1967      | 2       | 1       | 5-е (1967)        |
| Венесуэла   | 2-е место в группе F Америки   | 3 декабря 2018  | 2006      | 4       | 2       | 11-е место (1990) |
| Китай       | Хозяин                         | 7 августа 2015  | 2010      | 9       | 5       | 8-е (1994)        |

## Положение команд
| Команда     | Игр | В | П | МЗ  | МП  | МР  | Очки |
| ----------- | --- | - | - | --- | --- | --- | ---- |
| Польша      | 3   | 3 | 0 | 239 | 208 | +31 | 6    |
| Венесуэла   | 3   | 2 | 1 | 228 | 210 | +18 | 5    |
| Китай       | 3   | 1 | 2 | 205 | 206 | −1  | 4    |
| Кот-д’Ивуар | 3   | 0 | 3 | 189 | 237 | −48 | 3    |

## Результаты матчей
Время матчей дано по UTC+8:00

### 1-й тур

#### Польша — Венесуэла
| 31 августа 2019 16:00 | Протокол | Польша                     | 80:69    | Венесуэла         | Леспортс-центр, Пекин Судьи: Мэттью Каллио Мэтт Майерс Николас Фернандес |
| 31 августа 2019 16:00 | Протокол | 22–24, 22–12, 16–15, 20–18 |          |                   | Леспортс-центр, Пекин Судьи: Мэттью Каллио Мэтт Майерс Николас Фернандес |
| 31 августа 2019 16:00 | Протокол | Михал Соколовски 16        | Очки     | Педро Чурио 15    | Леспортс-центр, Пекин Судьи: Мэттью Каллио Мэтт Майерс Николас Фернандес |
| 31 августа 2019 16:00 | Протокол | Адам Хрицанюк 10           | Подборы  | Мигель Руис 10    | Леспортс-центр, Пекин Судьи: Мэттью Каллио Мэтт Майерс Николас Фернандес |
| 31 августа 2019 16:00 | Протокол | Эй Джей Слотер 5           | Передачи | Хайсслер Жиллен 8 | Леспортс-центр, Пекин Судьи: Мэттью Каллио Мэтт Майерс Николас Фернандес |

#### Кот-д'Ивуар — Китай
| 31 августа 2019 20:00 | Протокол | Кот-д’Ивуар                     | 55:70    | Китай                        | Леспортс-центр, Пекин Судьи: Йенер Йилмаз Борис Креич Харья Яладри |
| 31 августа 2019 20:00 | Протокол | 16–14, 13–15, 12–22, 14–19      |          |                              | Леспортс-центр, Пекин Судьи: Йенер Йилмаз Борис Креич Харья Яладри |
| 31 августа 2019 20:00 | Протокол | Ги Эди 10                       | Очки     | И Цзяньлянь 19               | Леспортс-центр, Пекин Судьи: Йенер Йилмаз Борис Креич Харья Яладри |
| 31 августа 2019 20:00 | Протокол | Мохамед Коне, Деон Томпсон 8    | Подборы  | И Цзяньлянь, Чжай Сяочуань 8 | Леспортс-центр, Пекин Судьи: Йенер Йилмаз Борис Креич Харья Яладри |
| 31 августа 2019 20:00 | Протокол | Сулейман Диабате, Бриан Памба 3 | Передачи | Го Айлунь 9                  | Леспортс-центр, Пекин Судьи: Йенер Йилмаз Борис Креич Харья Яладри |

### 2-й тур

#### Венесуэла — Кот-д'Ивуар
| 2 сентября 2019 16:00 | Протокол | Венесуэла                  | 87:71    | Кот-д’Ивуар                        | Леспортс-центр, Пекин Зрителей: 6,051 Судьи: Мэтт Майерс Йенер Йилмаз Харья Яладри |
| 2 сентября 2019 16:00 | Протокол | 26–17, 23–15, 24–24, 14–15 |          |                                    | Леспортс-центр, Пекин Зрителей: 6,051 Судьи: Мэтт Майерс Йенер Йилмаз Харья Яладри |
| 2 сентября 2019 16:00 | Протокол | Хайсслер Жиллен 31         | Очки     | Шарль Абуо 16                      | Леспортс-центр, Пекин Зрителей: 6,051 Судьи: Мэтт Майерс Йенер Йилмаз Харья Яладри |
| 2 сентября 2019 16:00 | Протокол | Мигель Руис 8              | Подборы  | Бриан Памба 6                      | Леспортс-центр, Пекин Зрителей: 6,051 Судьи: Мэтт Майерс Йенер Йилмаз Харья Яладри |
| 2 сентября 2019 16:00 | Протокол | Хайсслер Жиллен 7          | Передачи | Сулейман Диабате, Вафесса Фофана 4 | Леспортс-центр, Пекин Зрителей: 6,051 Судьи: Мэтт Майерс Йенер Йилмаз Харья Яладри |

#### Китай — Польша
| 2 сентября 2019 20:00 | Протокол | Китай                           | 76:79 ОТ | Польша            | Леспортс-центр, Пекин Зрителей: 11,646 Судьи: Мэттью Каллио Борис Креич Самир Абаакиль |
| 2 сентября 2019 20:00 | Протокол | 25–15, 10–24, 19–18, 18–15, 4–7 |          |                   | Леспортс-центр, Пекин Зрителей: 11,646 Судьи: Мэттью Каллио Борис Креич Самир Абаакиль |
| 2 сентября 2019 20:00 | Протокол | И Цзяньлянь 24                  | Очки     | Матеуш Понитка 25 | Леспортс-центр, Пекин Зрителей: 11,646 Судьи: Мэттью Каллио Борис Креич Самир Абаакиль |
| 2 сентября 2019 20:00 | Протокол | Ван Чжэлинь 9                   | Подборы  | Матеуш Понитка 9  | Леспортс-центр, Пекин Зрителей: 11,646 Судьи: Мэттью Каллио Борис Креич Самир Абаакиль |
| 2 сентября 2019 20:00 | Протокол | Го Айлунь, Чжао Цзивэй 4        | Передачи | Эй Джей Слотер 4  | Леспортс-центр, Пекин Зрителей: 11,646 Судьи: Мэттью Каллио Борис Креич Самир Абаакиль |

### 3-й тур

#### Кот-д'Ивуар — Польша
| 4 сентября 2019 16:00 | Протокол | Кот-д’Ивуар                | 63:80    | Польша           | Леспортс-центр, Пекин Зрителей: 7,845 Судьи: Мэттью Каллио Николас Фернандес Самир Абаакиль |
| 4 сентября 2019 16:00 | Протокол | 24–20, 8–16, 17–19, 14–25  |          |                  | Леспортс-центр, Пекин Зрителей: 7,845 Судьи: Мэттью Каллио Николас Фернандес Самир Абаакиль |
| 4 сентября 2019 16:00 | Протокол | Шарль Абуо 23              | Очки     | Адам Вачински 16 | Леспортс-центр, Пекин Зрителей: 7,845 Судьи: Мэттью Каллио Николас Фернандес Самир Абаакиль |
| 4 сентября 2019 16:00 | Протокол | Шарль Абуо, Деон Томпсон 6 | Подборы  | Дамян Кулиг 7    | Леспортс-центр, Пекин Зрителей: 7,845 Судьи: Мэттью Каллио Николас Фернандес Самир Абаакиль |
| 4 сентября 2019 16:00 | Протокол | Сулейман Диабате 6         | Передачи | Адам Вачински 6  | Леспортс-центр, Пекин Зрителей: 7,845 Судьи: Мэттью Каллио Николас Фернандес Самир Абаакиль |

#### Венесуэла — Китай
| 4 сентября 2019 20:00 | Протокол | Венесуэла                         | 72:59    | Китай         | Леспортс-центр, Пекин Зрителей: 11,324 Судьи: Йенер Йилмаз Мэтт Майерс Борис Креич |
| 4 сентября 2019 20:00 | Протокол | 18–10, 15–13, 18–18, 21–18        |          |               | Леспортс-центр, Пекин Зрителей: 11,324 Судьи: Йенер Йилмаз Мэтт Майерс Борис Креич |
| 4 сентября 2019 20:00 | Протокол | Хайсслер Жиллен 15                | Очки     | Фань Шо 13    | Леспортс-центр, Пекин Зрителей: 11,324 Судьи: Йенер Йилмаз Мэтт Майерс Борис Креич |
| 4 сентября 2019 20:00 | Протокол | Нестор Кольменарес, Мигель Руис 7 | Подборы  | И Цзяньлянь 8 | Леспортс-центр, Пекин Зрителей: 11,324 Судьи: Йенер Йилмаз Мэтт Майерс Борис Креич |
| 4 сентября 2019 20:00 | Протокол | Хайсслер Жиллен 8                 | Передачи | Чжао Цзивэй 4 | Леспортс-центр, Пекин Зрителей: 11,324 Судьи: Йенер Йилмаз Мэтт Майерс Борис Креич |